# پتاسیم هیدروکسید
پتاسیم هیدروکسید یا پتاس یک ترکیب معدنی با فرمول KOH است. این ترکیب و سود سوزآور(سدیم هیدروکسید) از قویترین بازها هستند.  کاربردهای زیادی در صنعت دارد و مهمترین کاربرد آن خنثی‌سازی اسیدهاست. تخمین زده شده‌است که در سال ۲۰۰۵ بین ۷۰۰٬۰۰۰ تا ۸۰۰٬۰۰۰ تن از آن تولید شده‌است و تقریباً یک صدم مقداری است که سدیم هیدروکسید سالانه تولید می‌شود است از آن برای تولید صابون مایع و صنایع رنگ و رزین استفاده می‌شود.